# Sköllersta tingslag
Sköllersta tingslag var ett tingslag i Örebro län i Östernärkes domsaga. 
Tingslaget bildades 1680 i Södra Närkes domsaga,  Tingslaget upphörde den 1 januari 1904 då det uppgick i Askers och Sköllersta tingslag.

## Omfattning

### Socknarna i häraderna
- Sköllersta härad